# 미스터 처치
미스터 처치(Mr. Church)는 미국에서 제작된 브루스 베레스포드 감독의 2016년 드라마 영화이다. 에디 머피 등이 주연으로 출연하였고 데이빗 부엘로 등이 제작에 참여하였다. 알려진 다른 제목은 쿡, 헨리 조셉 처치 등이 있다.

## 출연

### 주연
- 에디 머피
- 브릿 로버트슨

### 조연
- 루시 프라이
- 나타샤 맥켈혼
- 자비에르 사무엘
- 맥케나 그레이스
- 매디슨 울프
- 제니카 버제어
- 크리스티안 매드슨
- 톰 배리
- 에이미 서덜랜드